# Pray for the Wicked
Pray for the Wicked is het zesde studioalbum van Panic! at the Disco. Het werd uitgegeven op 22 juni 2018 door platenlabels Fueled by Ramen en DCD2. Het was het eerste album van de band waarop basgitariste Nicole Row te horen was.
Voordat het album verscheen werden de singles Say Amen (Saturday Night) en High Hopes uitgegeven. Vooral High Hopes was wereldwijd een groot succes.